# MG QA
MG QA гоночний автомобіль британської компанії MG.

## Історія
MG QA збудували 1934 на основі шасі MG K 3 Magnette з осями NA/NE. Мотор моделі MG Midget мав об'єм 746 см³ через зменшення ходу поршня з 83 мм до 73 мм. Модифікація Sprint мала найвищу у світі питому потужність 200 к.с. Було виготовлено 8-9 машин вартістю 550-650 фунтів. Жорстка підвіска робила машину важкою в керуванні при швидкості одномісної модифікації 195 км/год і для двомісної 192 км/год.

### Технічні дані MG QA
|                    |                               |
| Розміри            | Параметри                     |
| Роки випуску:      | 1934                          |
| Колісна база:      | 2388 мм                       |
| Довжина:           | 3632 мм                       |
| Ширина             | 1346 мм                       |
| Виготовлено:       | 8-9                           |
| Маса порожнього:   |                               |
| Мотор              | 4-циліндровий, рядний         |
| Потужність мотора: | 146 к.с.                      |
| Об'єм мотора       | 746 cm³ , 57 мм×73 мм         |
| Трансмісія:        | КП 4-ступінчаста з селектором |
| Швидкість:         | 195 км/год                    |